# Carl Ljungberg
Ernst Carl Robert Ljungberg, född 17 juli 1897 i Östersund, död 9 september 1982 i Burlington, Kanada, var en svensk militär och ämbetsman.
Carl Ljungberg var son till överstelöjtnant Carl Johan Ljungberg. Efter studentexamen i Stockholm 1915 blev han fänrik vid fortifikationen 1917, genomgick Artilleri- och ingenjörhögskolan 1919–1920 och dess högre kurs 1920–1922 samt blev kapten vid Generalstaben 1930 och i fortifikationen 1931. Ljungberg övergick 1936 till reserven och utnämndes 1940 till major. Han tjänstgjorde i Generalstabens kommunikationsavdelning 1930–1936, i Vattenfallsstyrelsen och i Rikskommissionen för ekonomisk försvarsberedskap 1932–1936. 1936 inträdde han som byråchef vid Väg- och vattenbyggnadsstyrelsens järnvägs- och luftfartsbyrå, vilken befattning han lämnade 1945 för att bli överdirektör och chef för det nyorganiserade ämbetsverket Luftfartsstyrelsen, en post han innehade till 1952. 1931–1934 var han ledamot av fartygsuttagningskommissionen. Han var ledamot av 1942 års flygutredning och av 1944 års flygplatsutredning, vilken slutförde sitt arbete 1946. Från 1940 var han ledamot av styrelsen för Flygtekniska försöksanstalten och från 1947 vice ordförande i byggnadsdelegationen för storflygplatsen. Han var ledamot av Meteorologiska och hydrologiska rådet från 1946. Han var bland annat Sveriges representant vid internationella luftfartskonferenser 1938, 1939, 1946 och 1947. Ljungberg var 1952–1959 generalsekreterare för ICAO i Montréal.